# 11-11-11
«11-11-11» — фильм ужасов о сверхъестественном 2011 года сценариста и режиссёра Даррена Линна Боусмана. Действие фильма происходит в 11:11 на 11-й день 11-го месяца и касается существа из другого мира, которое входит в земное царство через 11-е врата Рая. Фильм был выпущен в 17 кинотеатрах в США 11 ноября 2011 года. Он распространялся компанией Epic Pictures Group в Северной Америке, хотя большая часть его доходов была получена от зарубежных показов.

## Сюжет
После трагической смерти жены и ребёнка при сильном пожаре известный американский писатель Джозеф Кроун не видит смысла своего существования. Несмотря на то, что его книги расходятся миллионными тиражами, он пребывает в депрессии и остаётся разочарован тем, что 7 ноября 2011 года выживает в автомобильной аварии. Всё чаще Джозеф обращает внимание, что его повсюду преследуют пугающие галлюцинации и число 11: покидая больницу, Джозеф сталкивается с пугающей старушкой и замечает в отражении дьявольский образ, а часы писателя ломаются в тот момент, когда показывают 11:11.
После внезапного звонка брата Сэмюэля писатель отправляется в Барселону, чтобы увидеть находящегося при смерти отца Ричарда. Родной дом не вызывает у атеиста Джозефа никаких радостных эмоций из-за обилия христианской символики, присутствия брата-пастора, а также из-за того, что в прошлом отец отослал Джозефа и не виделся с ним много лет. Высказав Сэмуэлю в лицо все обиды, Джозеф всё-таки соглашается остаться в доме на некоторое время. Горничная Анна, тяжелобольной отец и сам Сэмуэль, прикованный к инвалидному креслу, порой пугают его, хотя Джозеф не верит, что камера видеонаблюдения зафиксировала пытавшегося проникнуть в дом демона. Поговорив по телефону с подругой Сэди, которой забыл сообщить о неявке на ближайшее психологическое занятие, Джозеф находит ночью в интернете интересные околонаучные сведения: при помощи сдвоенного числа 11-11 активируются люди, которым некие срединные вестники посредством галлюцинаций передают сообщения из другого мира через транзитную зону.
Услышав в доме странный шум, Джозеф выходит в тёмный коридор, где ему мерещатся бледные люди в халатах и погибший Дэвид в инвалидном кресле. Джозефа пугает внезапно появившаяся Анна и странно ведущий себя отец, который рассказывает о том, что какие-то существа уже здесь. В подвале Джозеф находит упавшего Сэмюэля и помогает ему усесться в его кресло. Той же ночью Джозеф внимательнее изучает записи с камер и замечает много странных антропоморфных силуэтов в тумане, которые появились в 11 часов 11 минут.
На следующее утро Анна заставляет Джозефа присутствовать на проповеди Сэмюэля. Писатель становится свидетелем попытки покушения на брата со стороны вооружённого пистолетом Хавьера, но вовремя останавливает фанатика. Крикнув об открывающихся вратах и о том, что за Сэмюэлем пришли какие-то существа, Хавьер убегает. Событие подталкивает Джозефа на серьёзный разговор с Сэмюэлем, писатель рассказывает ему о числе 11 и показывает ту самую видеозапись. Для пущей уверенности Джозеф отправляется в магазин фотокамер проявить плёнку из выроненного фотоаппарата Хавьера и снова сталкивается с предупреждающими единицами: заказ будет готов на следующий день, 11 ноября 2011 года. Не теряя времени, Джозеф наводит справки о фанатике и отправляется в оккультную книжную лавку, которую тот часто посещает. Между полками посетителя находит и случайно пугает продавец. Странный мужчина сообщает, что Джозефа для каких-то целей хотят пробудить срединные, а также рассказывает ему представления самаритян, согласно которым 11 числа 11 месяца 11 года откроются врата, через которые в наш мир проникнут существа, схожие со смертными грехами и принесут кровь невинных в жертву разрушительному змею-искусителю, тем самым знаменуя начало конца.
Дома Ричард раздражает Джозефа, говоря, что считает его наречённым защитником Сэмюэля, который является новым пророком. Джозефу снова мерещатся срединные, а перед домом он обнаруживает следы от копыт. Ночью зловещий гость на мгновение объявляется совсем рядом с Джозефом, но тот спасает Сэмюэля из-под падающей люстры.
Наступает 11 ноября и в дом прилетает Сэди. Она с другом идёт на прогулку в парк, где не спавший три дня Джозеф видит убегающего Хавьера. Узнав дома, что Ричард умер, Джозеф отправляется в дом Хавьера и изучает его комнату с расклеенными рисунками. Появляется Хавьер и стреляет в Джозефа, но не убивает его. Придя в себя благодаря звонку от Сэди, Джозеф сообщает ей, что в 11:11 Хавьер попытается принести Сэмюэля в жертву. Тем же вечером, однако, Сэмюэль сам убивает проникшего в дом Хавьера, чьей целью на самом деле являлись записные книжки Ричарда. Джозеф выносит из комнаты отца книжки, которые едва не сгорают, воспламенившись, но появляются срединные, которые похищают и пытаются убить Сэмюэля на алтаре вблизи дома. Поставив под удар себя, Джозеф спасает брата, и тогда выясняется, что Сэмюэль — лжемессия, которого можно было остановить в 11:11. Встав на ноги, будто здоровый человек, Сэмюэль оставляет умирающего Джозефа и идёт проповедовать в церковь как человек, уже получивший известность среди миллионов читателей своего брата.

## В ролях
- Тимоти Гиббс — Джозеф Кроун
- Майкл Лэндис — Сэмюэль
- Венди Гленн — Сэди
- Джей Лароз — Уэйн
- Брендан Прайс — Грант
- Дэнис Рафтер — Ричард Кроун, отец Джозефа
- Лоло Эрреро — владелец книжного магазина
- Анджела Росаль — Анна

## Съёмочная группа
- Авторы сценария: Даррен Линн Боусман
- Режиссёр: Даррен Линн Боусман
- Оператор: Джозеф Уайт
- Композитор: Джозеф Бишара
- Художник: Мани Мартинес
- Монтаж: Мартин Хантер
- Продюсеры: Лорис Курчи, Мариви де Виллануэва, Патрик Эвальд